# Rio Pamir
O rio Pamir (em tajique:  Помир; em persa: پامیر) é um rio da Ásia Central que percorre o Tajiquistão e o Afeganistão. É afluente do rio Panj (que por sua vez desemboca no Amu Dária) e forma o limite norte da região de Wakhan e do corredor de Wakhan.

## Geografia
O rio Pamir nasce no lago Zorkul a 4130 m de altitude; este lago é por sua vez alimentado por rios nascidos nas montanhas Pamir na província de Gorno-Badakhshan, no extremo oriental do Tajiquistão. Flui entre a cordilheira Wakhan (sul) e a cordilheira Alichul meridional (norte). À saída do lago Zorkul flui para oeste e depois para sudoeste. Perto da cidade de Langar, a 2799 m, une-se ao rio Wakhan dando lugar ao nascimento nominal do rio Panj.
O rio Pamir, ao longo de todo o seu curso, forma a fronteira Afeganistão-Tajiquistão. A noroeste de Langar estão o pico Karl Marx (6726 m) e o pico Engels (6507 m). Um caminho segue ao longo do rio no lado do Tajiquistão, até Khargush, onde vira para norte para se unir à estrada do Pamir. Um caminho de menor qualidade continua para leste, até passar Zorkul, quase até à fronteira com a República Popular da China.
John Wood foi o primeiro europeu que buscou a fonte do Oxo, o rio Amu Dária. Fez uma viagem pioneira em 1839 e alcançou o lago Zorkul.